# Bernardino Verro
Bernardino Verro (3 juillet 1866, Corleone - 3 novembre 1915, Corleone) est un syndicaliste et homme politique italien.

## Biographie
La carrière politique de Bernardino Verro débute en 1893, dans le cadre des mouvements travailleurs populaires des Faisceaux siciliens, quand il devient le chef des faisceaux de sa ville natale, Corleone, ainsi que de la province de Palerme avec Nicola Barbato. Après la dissolution de l'organisation et l'arrestation des meneurs, il écope d'une peine de douze ans de prison à la suite de la dure répression voulue par le président du conseil Francesco Crispi.
Lors des élections législatives de mai 1895, la gauche investit à Palerme les leaders condamnés des faisceaux dont Bernardino Verro qui est largement battu par Raffaele Palizzolo dans la première circonscription.
Verro devient le premier maire socialiste de Corleone en juin 1914, mais il est assassiné le 3 novembre 1915 par la mafia en représailles à sa décision de redistribuer équitablement les latifundium (les grands domaines agricoles) ainsi que de sa lutte contre la mafia.

## Postérité
La statue qui commémore sa mémoire à Corleone est fréquemment l'objet de vandalisme de la part des mafieux.